# Руч’ї (Нижньогородська область)
Руч’ї (рос. Ручьи) — присілок в Сеченовському районі Нижньогородської області Російської Федерації.
Населення становить 105 осіб. Входить до складу муніципального утворення Мурзицька сільрада.

## Історія
Від 2009 року входить до складу муніципального утворення Мурзицька сільрада.

## Населення
| 2002 | 2010 |
| ---- | ---- |
| 163  | ↘105 |